# Rådet for Grøn Omstilling
Rådet for Grøn Omstilling tidligere Det Økologiske Råd er en dansk uafhængig miljøorganisation der arbejder for at fremme bæredygtig udvikling af samfundet. Det er en forening med ca. 800 medlemmer i 2018. Foreningens fokus er ifølge dets vedtægter "at fremme grøn og bæredygtig udvikling af samfundet"
Rådet har et sekretariat i København med en fuldtidsansat direktør og omkring 18 ansatte (inklusive deltid og studenter), hvoraf de fleste er projektmedarbejdere. I 2018 var der samlet knap 11 årsværk. Claus Ekman som tidligere var souschef i Energi-, Forsynings- og Klimaministeriet, har været direktør siden 2018.
Rådet for Grøn Omstilling blev stiftet som Det Økologiske Råd i 1991. Det modtog tilskud fra Miljøministeriet indtil 2002. I dag består hovedparten foreningens indtægter af tilskud til forskellige projekter (5,2 millioner. kr. i 2018), tilskud fra Energifonden (2,7 millioner kr. i 2018) og medlemskontingenter og bidrag (387.000 kr. i 2018) I alt havde foreningen indtægter på 8,4 millioner kr. i 2018.
Siden juni 2022 har Bjarke Møller været direktør for Rådet.